# 烏樹林 (桃園市)
烏樹林，是臺灣桃園市龍潭區的一個傳統地域名稱，位於該區北部。相較於今日行政區，其範圍大致包括烏樹林里、烏林里、百年里、龍祥里、凌雲里東北部凸出部分、中山里北部兩個凸出部分。

## 歷史
台灣清治末期至日治初期，烏樹林地區為一街庄，稱為「烏樹林庄」，隸屬於桃澗堡。該庄北與山仔頂庄為鄰，東及南與黃泥塘庄為鄰，西南邊為竹窩仔庄，西邊為八張犁庄。
1901年（日治明治三十四年）11月，全台設置二十廳，該庄隸屬於桃仔園廳。1903年（明治三十六年），改名桃園廳。1909年（明治四十二年）10月，合併二十廳為十二廳，該庄隸屬不變。1920年（大正九年），廢十二廳改設五州二廳，該庄改制為「烏樹林」大字，隸屬於新竹州大溪郡龍潭庄。
戰後龍潭庄改制為龍潭鄉，隸屬於新竹縣，大字亦改制為村。1950年桃、竹、苗分治，龍潭鄉改隸屬於桃園縣。2014年12月，桃園縣升格為直轄桃園市，龍潭鄉改制為龍潭區，村亦改制為里。

## 聚落
本地區發展較早的聚落為烏樹林，在日治初期的官方地圖上已有記載。此外，本地區尚有泉水坑、水尾、山仔頭、湳埤(濫埤)、茶園、翁厝、周厝、劉厝 等聚落。

## 交通
市道113號（中豐路）是大園至龍潭十一份的道路，大致縱向蜿蜒經過本地區中部。由此道路向北可前往中壢、青埔、大園後，於埔頂與省道台15線交會；向南可前往龍潭市區、三角林、十一份並止於省道台3乙線路口。
區道桃73（聖亭路）是埔心至三角林的道路，大致以北北西－南南東走向經過本地區西南部邊界地帶。由此道路向北北西可前往八張犁、平安鎮、草湳陂的埔心聚落並止於省道台1線路口，向南南東出境後不遠即止於省道台3線路口。

## 學校
- 潛龍國小

## 產業
- 烏樹林工業區